# ピート・サム
ピート・サム（Pete Samu、1991年12月17日 - ）は、トップ14ユニオン・ボルドー・ベグルに所属するラグビーユニオン選手。

## プロフィール
- オーストラリア・メルボルン出身[1]。
- ポジションはフランカー(FL)、ナンバーエイト(No8)。
- 身長 185cm、体重 102kg
- オーストラリア代表キャップは28（2022年10月現在）。

## 略歴
タスマン、クルセイダーズ、キャンベラ・ヴァイキングズを経て、2019年、ブランビーズに加入。
2023年、ボルドーに加入。